# American Gun
American Gun es una película independiente del año 2005 dirigida por Aric Avelino y escrita por Steven Bagatourian y Avelino. Fue el debut como director de Avelino. El director asistió a la Universidad Loyola Marymount y realizó la película junto a varios alumnos de esa universidad, incluyendo al productor Ted Kroeber.
La película tardó dos años y medio en ser financiada. La idea principal provino de un artículo de Los Angeles Times. Además, los escritores fueron influenciados por un amigo del distrito escolar de Chicago que relató historias sobre cómo los estudiantes llevaban armas de fuego al instituto, no para usarlas en el campus, sino por los vecinos peligrosos cerca de donde vivían o por donde pasaban para llegar a las clases. Avelino se mostró agradecido por los consejos de Forest Whitaker (uno de los protagonistas y productor ejecutivo) en la dirección. La primera actriz en unirse al proyecto fue Marcia Gay Harden.

## Argumento
American Gun se centra en tres historias que tratan sobre el uso de armas de fuego: el director de una escuela del centro de la ciudad (Whitaker), una madre soltera (Harden) y una excelente estudiante (Cardellini) que trabaja en la armería de su familia.

## Reparto
| - Marcia Gay Harden - Janet Huttenson - Forest Whitaker - Carter - Donald Sutherland - Carl Wilk - Lisa Long - Sandra Cohen - Chris Warren Jr. - Marcus - David Heymann - Productor - Chris Marquette - David Huttenson - Amanda Seyfried - Mouse - Nikki Reed - Tally - Tony Goldwyn - Frank - Rex Linn - Earl | - Kevin Phillips - Reggie - Davenia McFadden - Felicia - Linda Cardellini - Mary Ann Wilk - Schuyler Fisk - Cicily - Michael J. Shannon - Jerry - Charles Duckworth - Connie - Todd Tesen - Barry - Melissa Leo - Louise - Ali Hillis- Clienta de la armería - Garcelle Beauvais - Sarah |

## Premios
Premios Independent Spirit (nominaciones)
- Mejor película: Ted Kroeber, productor
- Mejor actor: Forest Whitaker
- Mejor actriz de reparto: Marcia Gay Harden